# David Schliesing
David Schliesing (* 26. Januar 1983 in Osterburg (Altmark)) ist ein deutscher Regisseur, Dramaturg und Politiker (Die Linke).

## Leben
Schliesing wurde in der Altmark geboren und wuchs in Berlin auf. Nach dem Abitur am Wilhelm-von-Siemens-Gymnasium in Berlin-Marzahn begann er 2003 ein Studium der Germanistik und Philosophie an der Universität Potsdam. Ab 2005 studierte er Schauspielregie an der Hochschule für Schauspielkunst „Ernst Busch“ Berlin und hatte Regieassistenzen und Hospitanzen am Landestheater Neustrelitz, am Theater Neubrandenburg und in Berlin.
Erste eigene Regiearbeiten sowie Tätigkeiten als Musiker und Schauspieler absolvierte er an der Berliner Off-Bühne „Zimmer 16 camera dell’ arte“. Am Mecklenburgischen Staatstheater Schwerin inszenierte er 2007 eine moderne Bühnenfassung des Werther von Johann Wolfgang von Goethe, die Musik, Werbetexte und Videoelemente in den Text integrierte. Die Inszenierung erhielt in der Presse anerkennende Besprechungen. Seine Tätigkeit als Dramaturg fand in der Kulturkritik ebenfalls positive Beachtung. Im Juni 2009 inszenierte er als Diplominszenierung zum Abschluss seines Studiums Georg Büchners Schauspiel Leonce und Lena.
Ab der Spielzeit 2010/11 war Schliesing Dramaturg am Theater Mainz. Zur Spielzeit 2013/14 wechselte er als Dramaturg an das Theater Bonn. Ab der Spielzeit 2016/17 war Schliesing bis 2019 als leitender Schauspieldramaturg am Theater Magdeburg engagiert. Gemeinsam mit dem Regisseur Jan-Christoph Gockel entwickelte er mehrere Theaterprojekte (Grimm: Ein deutsches Märchen, Herz der Finsternis).
Seit 2021 arbeitet er als Audioredakteur beim Landtag von Sachsen-Anhalt.

## Politik
David Schliesing engagiert sich in der Partei Die Linke, wo er seit 2020 Mitglied ist.
Bei der Bundestagswahl 2021 trat er als Direktkandidat für seine Partei im Wahlkreis 67 (Landkreise Börde und Jerichower Land) an. Schliesing erhielt 8,7 % der Erststimmen. Bei der Bundestagswahl 2025 kandidierte er erneut als Direktkandidat im Bundestagswahlkreis Börde – Jerichower Land, wo er 10,6 % der Erststimmen erhielt. Über Platz 2 der Landesliste der Partei „Die Linke“ in Sachsen-Anhalt wurde Schliesing im Februar 2025 in den Deutschen Bundestag gewählt.

## Produktionen (Auswahl)
- Geschlossene Gesellschaft nach Jean-Paul Sartre am Theater am Park, Berlin, Premiere 15. Mai 2002
- l' affaire nach Eugène Labiche im Zimmer 16 camera dell' arte, Berlin-Pankow, Premiere 2. Juli 2004
- Brechtliederabend mit Yasmin-Melissa Engelke im Zimmer 16 camera dell' arte, Berlin-Pankow, Premiere 16. April 2005
- Bär heiratet Tabak nach Anton Tschechow im Zimmer 16 camera dell' arte, Berlin-Pankow, Premiere 8. September 2005
- alter ford escort dunkelblau von Dirk Laucke, Szenische Lesung am bat-Studiotheater Berlin, Premiere 7. Juni 2006
- Symptom von Dirk Laucke am Uni.T der UdK Berlin, Premiere 14. Oktober 2006
- ciel bleu ciel von Martin Crimp beim Festival de Liège/Belgien, Premiere 16. Februar 2007
- Die Leiden des jungen Werthers nach Goethe am Staatstheater Schwerin, Premiere 27. Oktober 2007
- Alptraum. Hamlet nach Shakespeare am bat-Studiotheater Berlin, Premiere 24. Februar 2008
- Don Quijote. Ein Trailer nach Cervantes und anderen am Uni.T der UdK Berlin, Premiere 12. April 2008
- Leonce und Lena von Georg Büchner am bat-Studiotheater, Premiere 4. Juni 2009[11]

## Dramaturgien
- Der Geisterseher nach Friedrich Schiller am Maxim Gorki Theater Berlin (beratende Dramaturgie), Premiere 30. Januar 2009
- Die Wissenden (UA) von Nina Ender an der Berliner Schaubühne (beratende Dramaturgie), Premiere 23. Februar 2009
- Hundeherz nach Michail Bulgakow am bat – Studiotheater Berlin, Premiere 13. März 2009
- Ein Volksfeind von Henrik Ibsen am bat-Studiotheater Berlin, Premiere 25. Februar 2010